# Jorge Sampaoli
Jorge Luis Sampaoli Moya (* 13. března 1960 Casilda) je argentinský fotbalový trenér.

## Hráčská kariéra
Narodil se ve městě Casilda v severoargentinské provincii Santa Fe. V letech 1977 až 1979 hrál za klub Newell's Old Boys. Později se kvůli zranění začal věnovat trénování.

## Trenérská kariéra
V letech 2012 až 2016 trénoval Chilskou fotbalovou reprezentaci a následně, od roku 2017 do roku 2018, trénoval Argentinskou fotbalovou reprezentaci. Dále trénoval například týmy Coronel Bolognesi (2004–2006), Club Universidad de Chile (2010–2012) a Sevilla FC (2016–2017 a od října 2022).
Od ledna 2019 vedl brazilský klub Santos, od 1. března 2020 vede brazilský Clube Atlético Mineiro.